# توزیع نیم لجستیک
توزیع نیم لجستیک در نظریه احتمال و آمار یک توزیع پیوسته است. 
تابع چگالی احتمال آن به صورت زیر است:
{\displaystyle g(k)={\frac {2e^{-k}}{(1+e^{-k})^{2}}}{\mbox{ for }}k\geq 0.\!}
تابع توزیع تجمعی آن به صورت زیر است:
{\displaystyle G(k)={\frac {1-e^{-k}}{1+e^{-k}}}{\mbox{ for }}k\geq 0.\!}